# Altheim (Leibertingen)
Altheim ist ein Ortsteil der baden-württembergischen Gemeinde Leibertingen im Landkreis Sigmaringen in Deutschland.

## Geographie

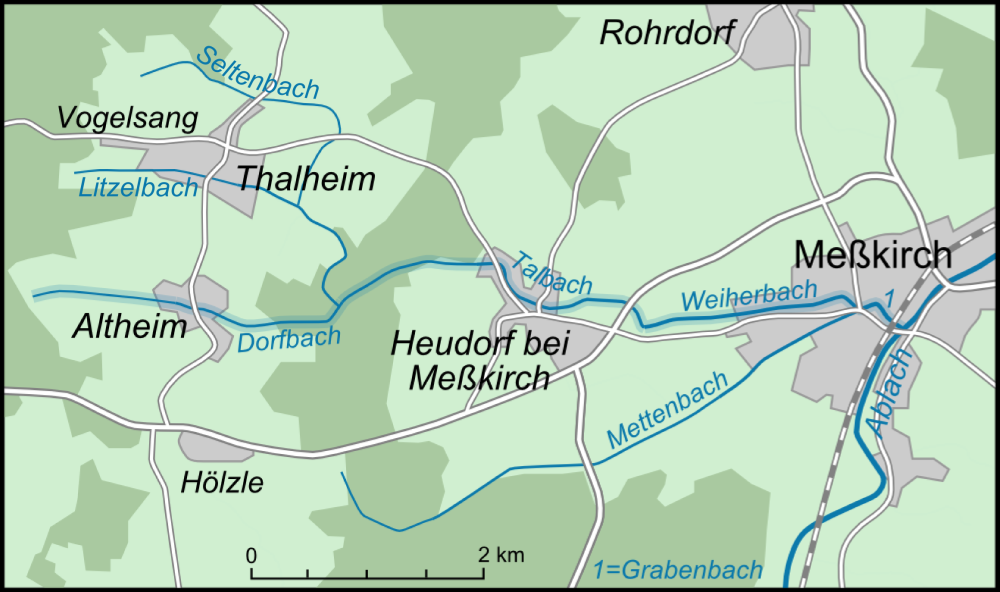
Umgebungskarte

### Geographische Lage
Altheim liegt auf 677 m ü. NHN am Rand der Mittleren Flächenalb gegen das Altmoränenland und ist Teil des Naturparks Obere Donau. Das Dorf befindet sich rund 5,4 Kilometer südlich des Kernorts Leibertingen im äußersten Süden des Gemeindegebiets. Etwa ein Kilometer westlich von Altheim, nördlich des „Gunzenbühls“ (703 m ü. NHN), entspringt der Dorfbach, der den Ort von West nach Ost durchfließt und in Meßkirch als Grabenbach im Stadtgebiet in die Ablach mündet.

### Ausdehnung des Gebiets
Mit einer Gemarkungsfläche von 456 Hektar (Stand: 31. Dezember 2010) ist Altheim der kleinste Ortsteil der Gemeinde Leibertingen.

## Geschichte
Bereits in römischer Zeit gab es hier wohl eine Ansiedlung. Die nachgewiesene Römerstraße und der Gutshof von Meßkirch nahe der „Altstadt“ stehen in diesem Kontext. Nach der Meinung des Bietinger Pfarrers Joseph Anton Eitenbenz, der als Erster den Gutshof untersuchte und versuchte, bei Altheim Flurnamen wie „Palast“ näher zu deuten, ist davon auszugehen, dass die Ansiedlung von Altheim im Zusammenhang mit der Altstadt zu sehen ist. Des Weiteren liegen aus vorrömische Zeit Grabfunde vor.
Der Ortsname „Altheim“ (768 Althaim, 791 villa Altheim) ist als deskreptiv zu werten: Das Dorf ist eine Gründung der Merowingerzeit. Es wird 768 und 785 im Zusammenhang mit Schenkungen an das Kloster St. Gallen erstmals urkundlich erwähnt. Im Jahre 1092 schenkten die Brüder Kraft und Adalbert von Dürbheim dem Kloster Sankt Georgen im Schwarzwald Besitz am Ort, den dieses teilweise wenige Wochen später tauschte.
Als vermutlicher Ortsadel wird 1239 und 1241 Dietrich von Altheim, ein Mönch im Kloster Salem, und 1241 Heinrich von Altheim, ein Ritter, genannt. Im 15. Jahrhundert befand sich Altheim im Besitz der Herren von Zimmern, von 1488 an im Besitz der Herrschaft Meßkirch. Hans Werner von Zimmern tauschte das Dorf 1534 mit dem Haus Österreich gegen Besitz auf der Höri. Im 18. Jahrhundert verlieh das Haus Österreich die Ortschaft den Grafen Schenk von Castell. Unter deren Herrschaft Gutenstein übten sie über Altheim die Grund- und Niedergerichtsherrschaft aus. Die Landeshoheit oblag dem Haus Österreich, die die Grafenrechte den Grafen von Hohenzollern-Sigmaringen überließ.
Im Jahr 1806 kam Altheim über das Obervogteiamt Gutenstein der Grafen Schenk von Castell an das Königreich Württemberg, 1810 dann an das Großherzogtum Baden. Unter badischen Verwaltung erlebte der Ort eine wechselvolle Geschichte: 1813 Bezirksamt Meßkirch, 1824 Bezirksamt Pfullendorf, 1828 Bezirksamt Stetten am kalten Markt, 1842 wieder Bezirksamt Meßkirch, 1936 Bezirksamt, ab 1939 Landkreis Stockach. Dieser wurde bei der Kreisreform Baden-Württemberg 1973 aufgelöst und Altheim zum 1. Januar 1973 dem Landkreis Sigmaringen zugeordnet.
Im Zuge der Gemeindegebietsreform in Baden-Württemberg wurde die bis dahin selbstständige Gemeinde Altheim am 1. Januar 1975 nach Leibertingen eingemeindet.

### Einwohnerentwicklung
Die Einwohnerzahl von Altheim hat sich in den letzten 50 Jahren nur marginal erhöht. So zählte der Ort am 6. Juni 1961 236, derzeit 239 Einwohner (Stand: 31. Dezember 2010).

## Religion
Das katholisch geprägte Altheim war im Mittelalter eine eigenständige Pfarrei. Für das Jahr 1265 wird ein Leutpriester (plebanus) “de Altheim” genannt. Im Dreißigjährigen Krieg ging die Pfarrei wahrscheinlich mangels der Substentationsmittel unter. Altheim wurde Filialort der Pfarrei Bietingen, ab 1979 Filialkirchengemeinde der Pfarrei von Thalheim und gehört seit dem Jahr 2000 zur Seelsorgeeinheit Leibertingen. Die Filialkirchengemeinde zählt heute 230 katholische Christen.
Evangelische Christen sind nach Meßkirch eingepfarrt.

## Persönlichkeiten
Otto Max Aßfalg (1915–1980), Mönch von Mariastern und Abt der Trappistenabtei Mariawald

## Politik

### Ortsvorsteher
Ortsvorsteher ist derzeit Helmut Straub (Stand: 2015).

### Wappen
Das Wappen der ehemaligen Gemeinde Altheim zeigt in Silber ein rotes Geweih mit Grind, zwischen den Stangen schwebend ein mit einem silbernen Balken belegter roter Schild.

## Kultur und Sehenswürdigkeiten

### Bauwerke
- Die Dorfkirche St. Pankratius ist ein barockes Bauwerk, das auf römischen Fundamenten ruht. 1345 wird ein dem heiligen Pankratius geweihte Kapelle genannt, in der Zimmerschen Chronik wird sie als Wallfahrtskirche erwähnt. Der Märtyrer St. Pankratius ist einer der Eisheiligen.[5] Die heutige Kirche zeigt sich mit einem Hochaltar mit barocken Marienkrönung und einem 1977 neu geschaffene Geläute. Unter umfangreicher Beteiligung der Bevölkerung wurde sie vor einiger Zeit renoviert und erhielt 2008 einen von Jugendlichen gestalteten Kreuzweg. Die Orgel wurde 1991 durch die Orgelbauwerkstatt Harald Rapp erbaut. Das Instrument hat zehn Registern verteilt auf zwei Manualen.[6]
- Auf der Gemarkung befinden sich zwölf als Kleindenkmal registrierte Feldkreuze.[7]